# Drosera camporupestris
Drosera camporupestris är en sileshårsväxtart som beskrevs av Rivadavia. Drosera camporupestris ingår i släktet sileshår, och familjen sileshårsväxter. Inga underarter finns listade i Catalogue of Life.